# Partito Comunista (bolscevico) del Turkestan
Il Partito Comunista (bolscevico) del Turkestan fu la sezione del Partito bolscevico operante nella Repubblica Socialista Sovietica Autonoma del Turkestan. Fondato nel 1918, ha operato fino alla riorganizzazione del Turkestan in più entità nel 1924.